# 土馬騣
土馬騣学名：），又名金髮苔，为土馬騣科金髮苔屬下的一個種。呈直立狀藉著假根固定在土壤內，為苔蘚植物。

## 延伸阅读
[在维基数据编辑]
 《欽定古今圖書集成·博物彙編·草木典·土馬騣部》，出自陈梦雷《古今圖書集成》
 《植物名實圖考·土馬騣》，出自吳其濬《植物名實圖考》